# 桑堡
桑堡（法語：Sambourg，法語發音：[sɑ̃buʁ]）是法国勃艮第-弗朗什-孔泰大区约讷省的一个市镇，属于阿瓦隆区。

## 地理
桑堡（47°46'4"N, 4°1'20"E）面积12.44 平方千米，位于法国勃艮第-弗朗什-孔泰大區约讷省，该省份为法国中北部内陆省份，西接卢瓦雷省，西北接塞纳-马恩省，南至涅夫勒省，东临科多尔省，东北与奥布省接壤。
与桑堡接壤的市镇（或旧市镇、城区）包括：托内尔、弗雷讷、托内鲁瓦地区穆兰、努瓦耶、阿尔芒松河畔帕西、维罗、伊鲁埃尔。
桑堡的时区为UTC+01:00、UTC+02:00（夏令时）。

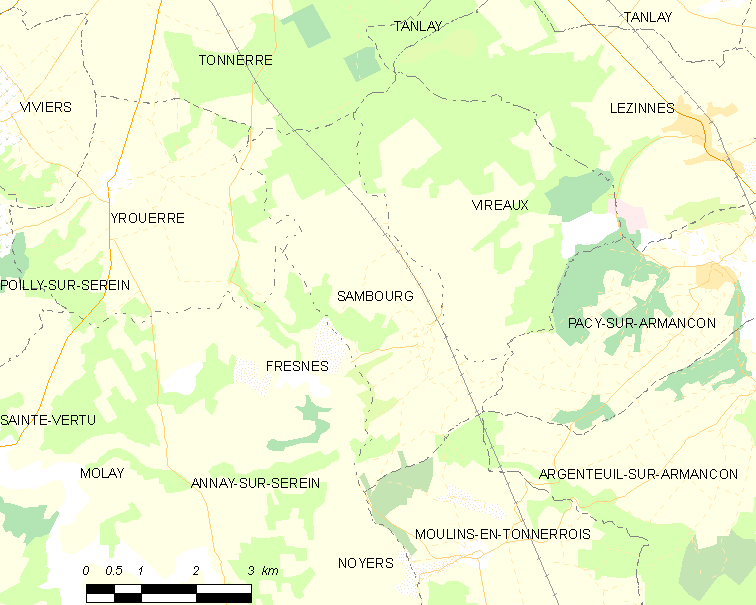
桑堡的OSM定位图

## 行政
桑堡的邮政编码为89160，INSEE市镇编码为89374。

## 政治
桑堡所属的省级选区为托内鲁瓦县。

## 人口

1962-2008年间桑堡人口变化图示

桑堡于2022年1月1日时的人口数量为65人。